# هارالد اسوردروپ
هارالد اسوردروپ (انگلیسی: Harald Sverdrup؛ زاده ۱۵ نوامبر ۱۸۸۸ درگذشته ۲۱ اوت ۱۹۵۷) یک دانشمند در زمینه اقیانوس‌نگاری و هواشناسی اهل نروژ بود.